# Laboulbenia anaplogenii
Laboulbenia anaplogenii Thaxt. – gatunek grzybów z rzędu owadorostowców (Laboulbeniales). Pasożyt owadów.

## Systematyka i nazewnictwo
Pozycja w klasyfikacji według Index Fungorum: Laboulbenia, Laboulbeniaceae, Laboulbeniales, Laboulbeniomycetidae, Laboulbeniomycetes, Pezizomycotina, Ascomycota, Fungi.
Gatunek ten po raz pierwszy opisał w 1899 r. Roland Thaxter na owadzie Anaplogenius circumcinctus w Chinach. Synonim: Laboulbenia anoplogenii subsp. abaceti Santam. 1985.

## Charakterystyka
Grzyb entomopatogeniczny, pasożyt zewnętrzny owadów. Nie powoduje śmierci owada i zazwyczaj wyrządza mu niewielkie szkody. W Polsce Tomasz Majewski w 1999 i 2003 r. opisał jego występowanie na chrząszczu Acupalpus teutonus z rodziny biegaczowatych (Carabidae).

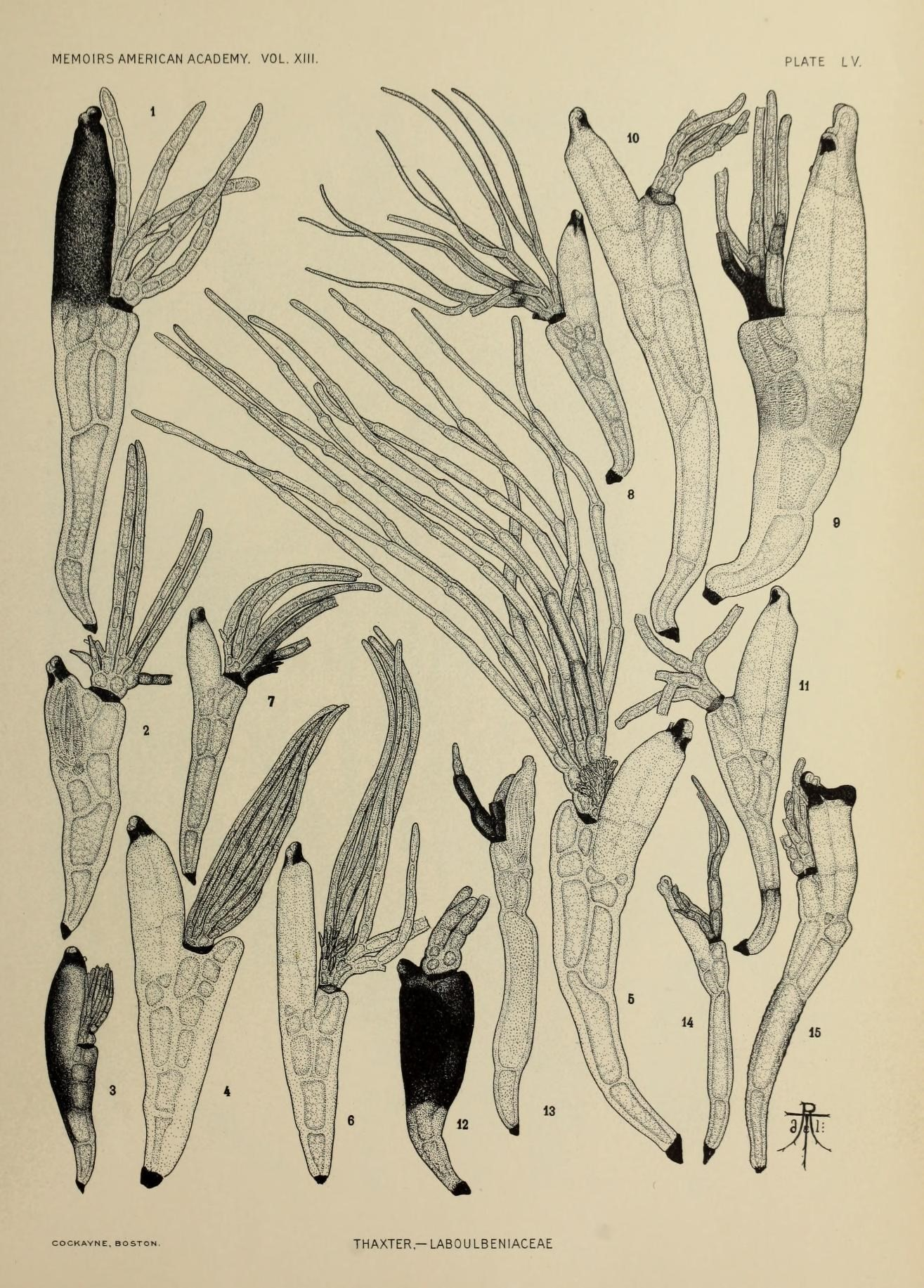
Laboulbenia anaplogenii nr 4-5. Pozostałe to inne gatunki Laboulbenia